# Nicolás Colazo
Nicolás Carlos Colazo, argentinski nogometaš, * 8. julij 1990, Buenos Aires, Argentina.
Od leta 2021 je član argentinskega kluba Gimnasia LP.

## Priznanja
Z Boca Juniors:
- La Liga: 2011
- Copa Argentina: 2012